# Guillaume Merckx
Guillaume Pierre Merckx (Bruxelles, 21 aprile 1918 – ...) è stato un cestista belga.

## Carriera
Con il Belgio ha preso parte alle Olimpiadi di Berlino 1936, disputando una sola partita: la sfida persa contro il Messico.